# Sermones de tempore et de sanctis

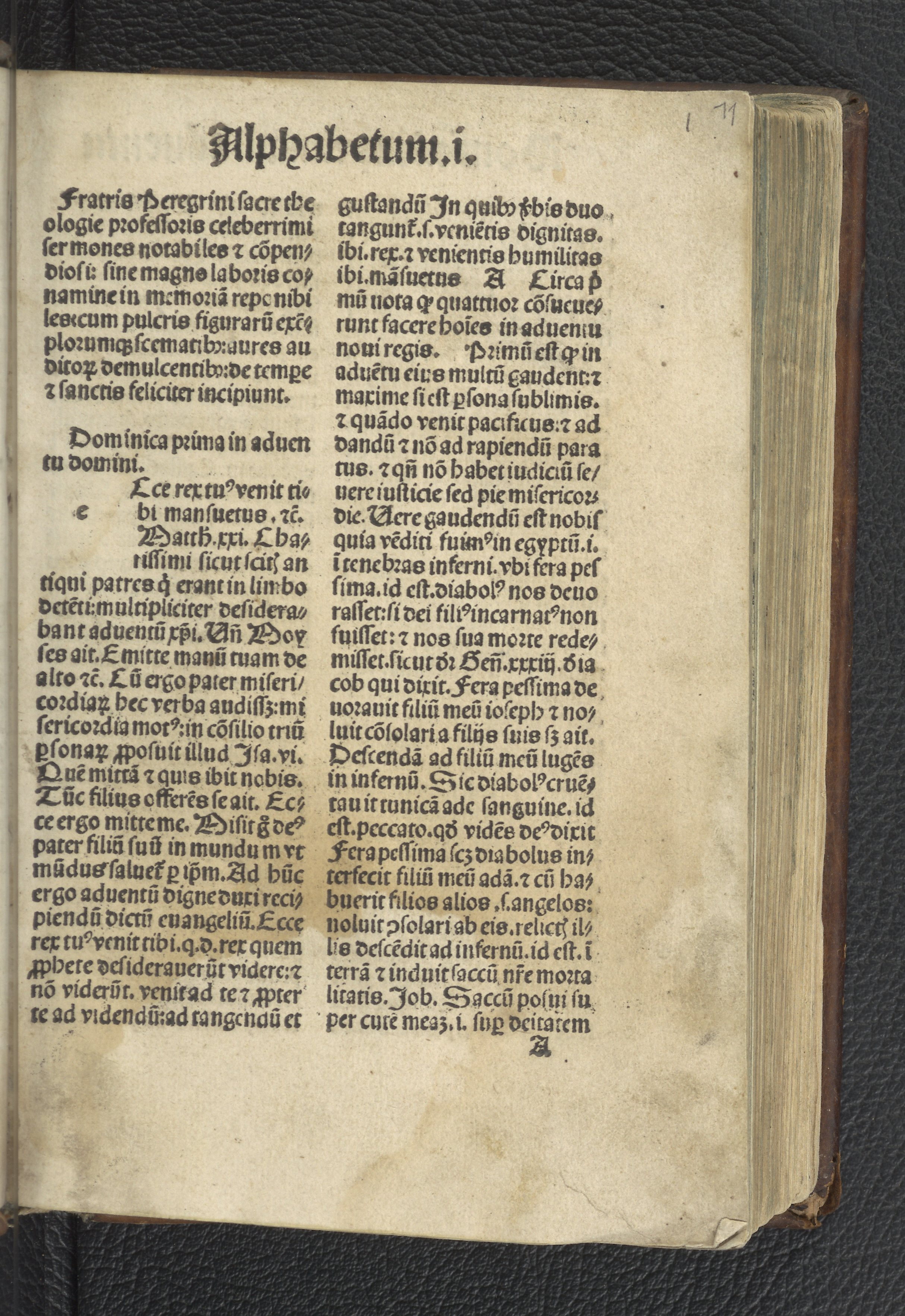
Karta z wydania z 1493

Sermones de tempore et de sanctis – zbiór średniowiecznych kazań w języku łacińskim z przełomu XIII i XIV w., autorstwa Peregryna z Opola.
Kazania powstały prawdopodobnie w latach 1297-1304 podczas pobytu Peregryna w klasztorze dominikanów w Raciborzu. Zachowały się w licznych kopiach z XIV i XV w., co świadczy o ich popularności. Najważniejszym rękopisem kazań jest kodeks zawierający, oprócz łacińskich kazań Peregryna, również spisane po polsku Kazania gnieźnieńskie, wykazujące pewne związki z utworami Peregryna. Kazania Peregryna były też kopiowane i rozpowszechniane poza Polską, szczególnie w Czechach, Austrii, Niemczech i Szwajcarii. W latach 1474–1500 ukazały się siedmiokrotnie drukiem, a wznowiono je jeszcze w 1501 i 1505.
Zbiór kazań składał się z dwóch cyklów:
- De tempore - 57 kazań
- De sanctis - 64 kazania, w tym poświęcone świętym polskim: Wojciechowi, Stanisławowi i Jadwidze.

Typową cechą kazań Peregryna, świadczącą o przeznaczeniu nie tylko do lektury zakonnej, ale i wygłaszania wiernym, były wplecione liczne przykłady (exemplum), czyli krótkie opowieści pobudzające uwagę słuchaczy i kierujące ją ku przekazowi moralnemu, a skupiające się na problemach religijnych, społecznych i rodzinnych. W exemplach dominowały wątki eschatologiczne, związane ze śmiercią, karą ze grzechy, kuszeniem przez szatana (np. o mękach grzeszników w piekle, strąceniu pijanego do studni przez diabła, nawróceniu lichwiarza). Przykłady związane z zagadnieniami społecznymi bliskie były satyrze stanowej (np. o przekupnych sędziach, chciwym kanoniku, złych rycerzach), zaś przykłady odnoszące się do życia rodzinnego traktowały m.in. o złych córkach, które nie łożyły na utrzymanie starego ojca, lub dobrym wnuczku opiekującym się dziadkiem.